# Lecithocera staurophora
Lecithocera staurophora is een vlinder uit de familie van de Lecithoceridae. De wetenschappelijke naam van de soort is voor het eerst geldig gepubliceerd in 1931 door Meyrick.